# Opisthoxia bellaoides
Opisthoxia bellaoides là một loài bướm đêm trong họ Geometridae.